# Grób Jerzego Popiełuszki w Warszawie
Grób Jerzego Popiełuszki w Warszawie – pomnik-nagrobek ks. Jerzego Popiełuszki, według projektu Jerzego Kaliny, znajdujący się w Warszawie. Początkowo miejscem spoczynku ks. Popiełuszki miał być cmentarz na Powązkach. Proboszcz parafii św. Stanisław Kostki, ks. Teofil Bogucki, wierni i liczni przyjaciele zamordowanego kapelana prosili jednak prymasa Józefa Glempa, by ksiądz mógł zostać pochowany przy kościele. Tak też się stało.

## Opis
Ksiądz Jerzy Popiełuszko, kapelan „Solidarności”, był rezydentem i wikariuszem w tej parafii i w tym kościele odprawiał Msze za Ojczyznę (w latach 1982–1984), w czasie których głosił przesłanie „Nie daj się zwyciężyć złu, ale zło dobrem zwyciężaj”. Został zamordowany przez Służbę Bezpieczeństwa 19 października 1984 roku.
Pomnik-grób duchownego znajduje się na terenie kościoła św. Stanisława Kostki przy ul. Stanisława Hozjusza 2 na warszawskim Żoliborzu. Grób zlokalizowany jest pod dużym drzewem, w okolicy wschodniego narożnika ogrodzonego terenu świątyni.
Grób ma kształt kurhanu z leżącą na nim płytą granitową w kształcie krzyża. W bezpośrednim sąsiedztwie grobu, na jednym z drzew umieszczony jest krucyfiks, którego autorem jest Gustaw Zemła. Grób otoczony jest różańcem utworzonym z polnych kamieni ułożonych w kształcie granic Polski. Łącznik ma kształt orła w koronie z Matką Bożą Częstochowską na piersi.

## Historia
3 listopada 1984 odbył się pogrzeb księdza Jerzego.
Pomnik-grób zaprojektowano w 1986 r. w miejscu, gdzie wcześniej znajdował się drewniany krzyż. Krzyż ten już wtedy był otoczony różańcem z polnych kamieni, ułożonych w kształcie granic Polski.
Od 1984 roku świątynia i miejsce pochówku księdza stały się miejscem pielgrzymkowym. 14 czerwca 1987 roku kościół nawiedził papież Jan Paweł II.
19 października 2004 roku w związku z 20. rocznicą śmierci księdza Jerzego Popiełuszki, w kościele św. Stanisława Kostki odbyła się uroczysta msza, w której uczestniczyło ponad 20 tysięcy wiernych. W tym samym czasie w podziemiach kościoła otworzono muzeum poświęcone osobie księdza Jerzego Popiełuszki.
Szacuje się, że w ciągu 10 lat po śmierci księdza Popiełuszki miejsce to odwiedziło ok. 18 mln ludzi.
Przy grobie modlili się m.in.:
- papież Jan Paweł II
- kard. Joseph Ratzinger, późniejszy papież Benedykt XVI
- Kard. Karl Lehmann, przewodniczący Konferencji Episkopatu Niemiec
- kard. Jean-Marie Lustiger, arcybiskup Paryża
- kard. Christoph Schönborn, arcybiskup Wiednia, przewodniczący Episkopatu Austrii
- kard. William Joseph Levada, prefekt Kongregacji Nauki Wiary
- prezydent USA George Bush
- była premier Wielkiej Brytanii Margaret Thatcher
- prezydent republiki Czeskiej Václav Havel
- były premier Włoch Giulio Andreotti
- premier Węgier Viktor Orbán
- prezydent Gruzji Michał Saakaszwili
- przewodniczący Parlamentu Europejskiego Hans-Gert Poettering[1]

W kwietniu 2010 dokonano ekshumacji i tzw. kanonicznego rozeznania relikwii ks. Jerzego (był to wymóg prawa kanonicznego). Dokonano wówczas renowacji grobu, a ciało męczennika złożono w tym samym miejscu w nowej trumnie.